# Gerde (Francja)
Gerde – miejscowość i gmina we Francji, w regionie Oksytania, w departamencie Pireneje Wysokie.
Według danych na rok 1990 gminę zamieszkiwało 1 191 osób, a gęstość zaludnienia wynosiła 172 osoby/km² (wśród 3020 gmin regionu Midi-Pyrénées Gerde plasuje się na 292. miejscu pod względem liczby ludności, natomiast pod względem powierzchni na miejscu 1331.).